# Feng Yu
Feng Yu (chinês: 冯雨; Pequim, 30 de setembro de 1999) é uma nadadora sincronizada chinesa, campeã olímpica na natação artística.

## Carreira
Yu conquistou a medalha de prata nos Jogos Olímpicos de Verão de 2020 em Tóquio na disputa por equipes, ao lado de Guo Li, Huang Xuechen, Liang Xinping, Sun Wenyan, Wang Qianyi, Xiao Yanning e Yin Chengxin, com a marca de 193.5310 pontos. Nos Jogos Olímpicos de Verão de 2024, em Paris, conquistou a medalha de ouro na competição por equipes na natação artística, ao lado de Qianyi, Yanning, Chang Hao, Zhang Yayi, Wang Ciyue, Wang Liuyi e Xiang Binxuan.